# Пятилетка (Надеждинский сельсовет)
Пятиле́тка (баш. Пятилетка) — село в Иглинском районе Республики Башкортостан Российской Федерации. Административный центр Надеждинского сельсовета.

## География

### Географическое положение
Расстояние до:
- районного центра (Иглино): 45 км,
- ближайшей ж/д станции (Кудеевка): 3 км.

## Население
| 2002 | 2009 | 2010 |
| ---- | ---- | ---- |
| 232  | ↘212 | ↘210 |

### Национальный состав
Согласно переписи 2002 года, преобладающая национальность — белорусы (94 %).